# آنتونیو ویولا
آنتونیو ویولا (ایتالیایی: Antonio Viola؛ زادهٔ ۲۱ سپتامبر ۱۹۹۰ ‏(۳۴ سال)) دوچرخه‌سوار اهل ایتالیا است.

## باشگاهی
از باشگاه‌هایی که در آن رکاب زده‌است می‌توان به نیپو–وینی فانتینی اشاره کرد.